# كأس العالم لكرة السلة للسيدات 1994
كأس العالم لكرة السلة للنساء 1994 (بالإنجليزية: 1994 FIBA World Championship for Women)‏ هو موسم من كأس العالم لكرة السلة للنساء. أقيم خلال الفترة 2 يونيو 1994 وحتى 12 يونيو 1994، وشارك فيه  16 فريقاً، وفاز فيه منتخب البرازيل الوطني لكرة السلة للنساء.